# Gala (rivier)
Gala (plaatselijk Gala Watter, An Geal Àth) is een rivier in Schotland.
De rivier stroomt in het district Scottish Borders nabij het stadje Galashiels. Het is een van de zijrivieren van de Tweed. Zelf krijgt de rivier haar water van onder meer de Crumside Burn. In de rivier kan bij voldoende "bewoning" gevist worden naar zalm en vlagzalm.
William Turner heeft de rivier in 1834 vastgelegd op tekening na een bezoek aldaar. Sir Walter Scott woonde in het dorp Abbotsford, dat tegenover de monding van de Gala in de Tweed ligt.

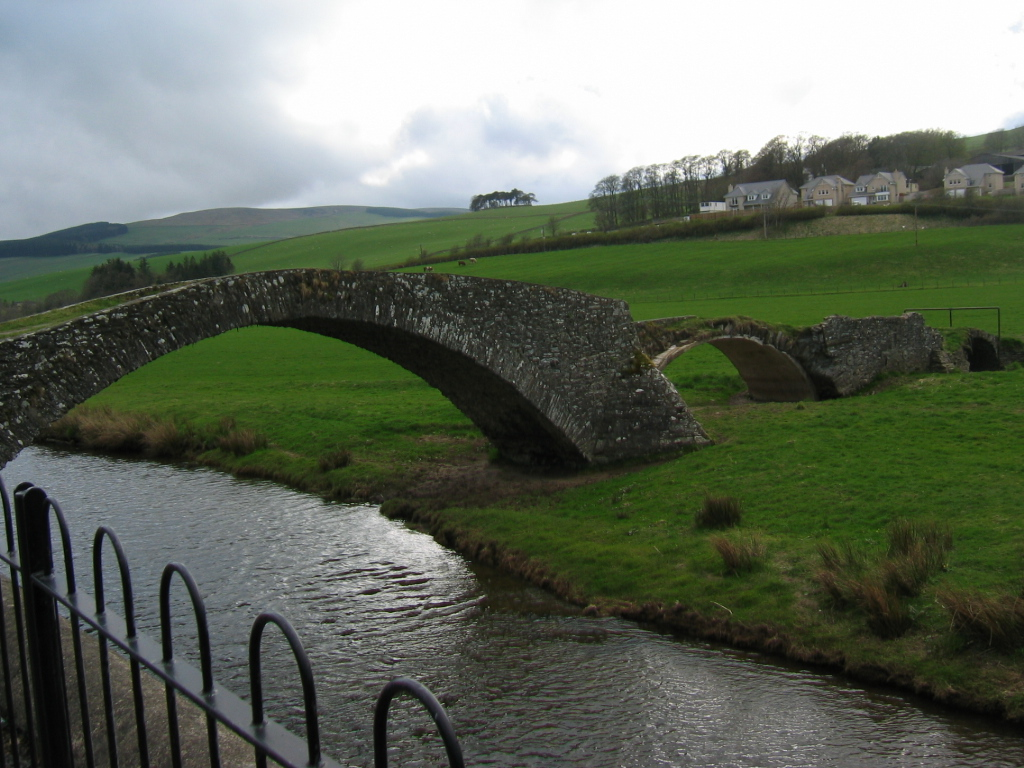
Gala bij Stow